# Punkt Laplace’a
Punkt Laplace’a – w geodezji krańcowy punkt geodezyjny bazy triangulacyjnej, dla którego metodami astronomicznymi wyznaczono współrzędne geograficzne (długość i szerokość geograficzną) oraz azymut jednego z boków wychodzących z tego punktu, czyli jest miejscem precyzyjnej orientacji całego układu sieci triangulacyjnej.
Odległości między sąsiednimi punktami Laplace’a wynoszą od 70 do 200 km i są uzależnione w od rodzaju sieci. Pomiary wykonane w punktach Laplace’a umożliwiają wyznaczenie tzw. równania Laplace’a, określającego prawidłową orientację danej sieci na elipsoidzie.
Baza triangulacyjna jest częścią sieci triangulacyjnej – punktów geodezyjnych, które tworzą sieć w postaci trójkątów, mających boki o długości od 3 do 50 km w zależności od potrzeby i dokładności pomiarów. Punkty sieci triangulacyjnej wykorzystywane się do dalszych pomiarów geodezyjnych.
Nazwa punktów pochodzi od nazwiska Pierre Simona de Laplace’a.